# 방장산
방장산(方丈山)은 전북특별자치도 고창군과 전라남도 장성군에 걸쳐 있는 산이다.
높이는 743m이다.
옛 이름은 반등산(半登山, 半燈山) 또는 방등산(方登山, 方等山)으로, 지리산, 무등산과 함께 호남의 삼신산으로 불려 왔다.

## 명칭유래
방장산은 중국 삼신산의 하나에서 빌려온 이름으로 산이 넓고 커서 백성을 감싸준다는 뜻이다.

## 참조
1. ↑  An Gyeong-ho (2007). 《한국 300 명산 (300 Korean Mountains)》. Seoul: 깊은솔 (Gipeunsol). ISBN 978-89-89917-21-2.